# Pirquluoba
Pirquluoba è un comune dell'Azerbaigian situato nel distretto di Xaçmaz. Conta una popolazione di 2 841 abitanti.